# Аянська печера
Пече́ра «Ая́нська» — карстова печера на схилі гори Чатир-Даг у Криму. З неї витікає джерело, яке живить водою річку Аян, яка у свою чергу дає життя головній кримській річці — Салгиру. Протяжність — 560 м, амплітуда — 22 м (від −10 до +12), висота входу близько — 400 м, площа — 1250 м² , об'єм — 14500 куб.м. Печера складається з п'яти майже паралельних галерей, закладених в різних тектонічних блоках на позначках від −10 до +12 м по відношенню до виходу джерела, і з'єднуючих сифонних каналів. В сильні паводки галереї майже повністю затоплюються водою.

## Історія
До 1778 біля джерела було село, де жило більш ніж 25 сімей греків-ромеїв (більше 200 чол). Змушені покинути Крим, разом із жителями сіл Яні-Сала вони заснували у Приазовських степах село Салгир-Янісала або Великий Янісоль (сучасна Велика Новосілка в Донецькій області).
Після виселення греків з Тавриди в 1778 році, порожнє село зайняли татари.
На початку XX століття околиця Аяна була відведена під тютюнові плантації — вони займали до 40 десятин земель. Крім того, тут були розташовані два великих фруктових сади. Довгий час у Салгирі водились форелі, які піднімалися до самого верхів'я і проникали навіть у печеру, з якої Аян витікає.